# جون ميريفال
جون ميريفال (بالإنجليزية: John Merivale)‏ (و. 1917 – 1990 م) هو ممثل مسرحي، وممثل أفلام كندي، ولد في تورونتو، توفي في لندن، عن عمر يناهز 73 عاماً، بسبب قصور كلوي.
.

## التعليم
تعلم في مدرسة رغبي ‏، وكلية نيو كوليج.

## وصلات خارجية
- جون ميريفال على موقع IMDb (الإنجليزية)
- جون ميريفال على موقع ألو سيني (الفرنسية)
- جون ميريفال على موقع أول موفي (الإنجليزية)
- جون ميريفال على موقع قاعدة بيانات برودواي على الإنترنت (الإنجليزية)
- جون ميريفال على موقع قاعدة بيانات الأفلام السويدية (السويدية)
- جون ميريفال على موقع إن إن دي بي (الإنجليزية)
- جون ميريفال على موقع قاعدة بيانات الفيلم (الإنجليزية)
- جون ميريفال على موقع كينوبويسك (الروسية)